# Coeliccia uenoi
Coeliccia uenoi är en trollsländeart som beskrevs av Syoziro Asahina 1997. Coeliccia uenoi ingår i släktet Coeliccia och familjen flodflicksländor. IUCN kategoriserar arten globalt som otillräckligt studerad. Inga underarter finns listade i Catalogue of Life.